# Шумер, Чак
Чарльз Эллис «Чак» Шумер (англ. Charles Ellis "Chuck" Schumer; род. 23 ноября 1950, Нью-Йорк, Нью-Йорк, США) — американский политический и государственный деятель, старший сенатор США от штата Нью-Йорк, член Демократической партии.  С 3 января 2017 и 2025 года стал Лидером Меньшинства в Сенате. С 3 января 2021 года по 3 января 2025 года являлся Лидером Большинства в Сенате.
До избрания в Сенат Шумер представлял части Бруклина и Куинса (в начале это был 16-й, потом 10-й, а потом 9-й округ) в Палате представителей с 1981 по 1999 год. Уроженец Бруклина, выпускник Гарвард-колледжа и Гарвардской школы права, он также представлял 45-й округ в Ассамблее штата Нью-Йорк с 1975 по 1980.
Шумер — первый по влиятельности член Демократического руководства Сената с 3 января 2017 года, после ухода на пенсию Гарри Рида.
В 2015 году уходящий на пенсию лидер большинства Гарри Рид поддержал Шумера на пост лидера партии в Сенате.

## Молодость и образование
Шумер родился в Бруклине в семье евреев Сельмы и Абрахама Шумеров, предки происходили из западноукраинского города Чортков, часть из них погибла в ходе Второй мировой войны. Он является родственником актрисы и комедиантки Эми Шумер. Он посещал старшую школу Джеймса Мэдисона в Бруклине, где он получил 1600 баллов за экзамен SAT.
Учился в Гарвардском колледже, где стал интересоваться политикой и участвовал в предвыборной кампании Юджина Маккарти. После получения степени бакалавра, Шумер поступил в Гарвардскую школу права, которую окончил с отличием, получив степень доктора юриспруденции (J.D.). Он сдал экзамен в коллегию адвокатов штата Нью-Йорк, но никогда не практиковал право, начиная политическую карьеру.

## Сенатор США
В 1998 году Шумер баллотировался в Сенат . Он выиграл праймериз Демократической партии, набрав 51 % голосов против Джеральдин Ферраро (21 %) и Марка Грина (19 %). Он получил 54 % голосов на всеобщих выборах, победив с результатом в 44 %, действующего республиканца Аль Д'Амато, занимавшего пост сенатора на протяжении трех сроков.
В 2004 году Шумер был переизбран, набрав 71 % голосов, победив кандидата от республиканской партии, члена законодательного собрания Говарда Миллса из Мидлтауна и консерватора Мэрилин Ф. О’Грэйди. Многие республиканцы Нью-Йорка были встревожены выбором Миллса над консерватором Майклом Бенджамином, который имел значительные преимущества перед Миллсом как в сборе средств, так и в организации.
Бенджамин публично обвинил председателя Республиканской партии Сэнди Тредвелл и губернатора Джорджа Патаки в попытке вытеснить его из сенатской гонки и подорвать демократический процесс. Шумер победил Миллса с перевесом в 2,8 миллиона голосов. Он выиграл во всех округах штата, кроме округа Гамильтон в Адирондаке, наименее густонаселенного и наиболее республиканского. Миллс признал свое поражение через несколько минут после закрытия избирательных участков, ещё до того, как были получены результаты голосования.
По данным опроса SurveyUSA, проведенного в апреле 2009 года, рейтинг одобрения Шумера составил 62 %, при этом 31 % не одобряли.
Среди известных бывших помощников Шумера — бывший представитель США Энтони Вайнер, бывший сенатор штата Нью-Йорк Дэниел Эскадрон и члены Ассамблеи штата Нью-Йорк Фил Голдфедер и Виктор М. Пичардо.
После президентских выборов 2016 года Шумер заявил, что Демократическая партия проиграла из-за отсутствия «сильного и смелого экономического послания», и призвал демократов настаивать на реформах, касающихся доступности колледжей и законов о торговле.

## Награды
- Орден «За заслуги» I степени (5 июля 2024 года, Украина) — за весомый личный вклад в укрепление украинско-американского межгосударственного сотрудничества, поддержку государственного суверенитета и территориальной целостности Украины[20].
- Медаль Мхитара Гоша (16 декабря 2021 года, Армения) — по случаю 30-летия установления дипломатических отношений между Республикой Армения и Соединёнными Штатами Америки, за значительный вклад в укрепление и развитие армяно-американских дружественных отношений и защиту общечеловеческих ценностей[21].